# E571号線
E571号線 (E571ごうせん、英: European route E571) はスロバキアにあり、ブラチスラヴァ – コシツェを結ぶ、欧州自動車道路のBクラス幹線道路。
- スロバキア
  - E65号線,E75号線,E58号線,E575号線 – ブラチスラヴァ
  - E77号線 – ズヴォレン
  - E50号線,E71号線 – コシツェ